# 愛知県運転免許試験場

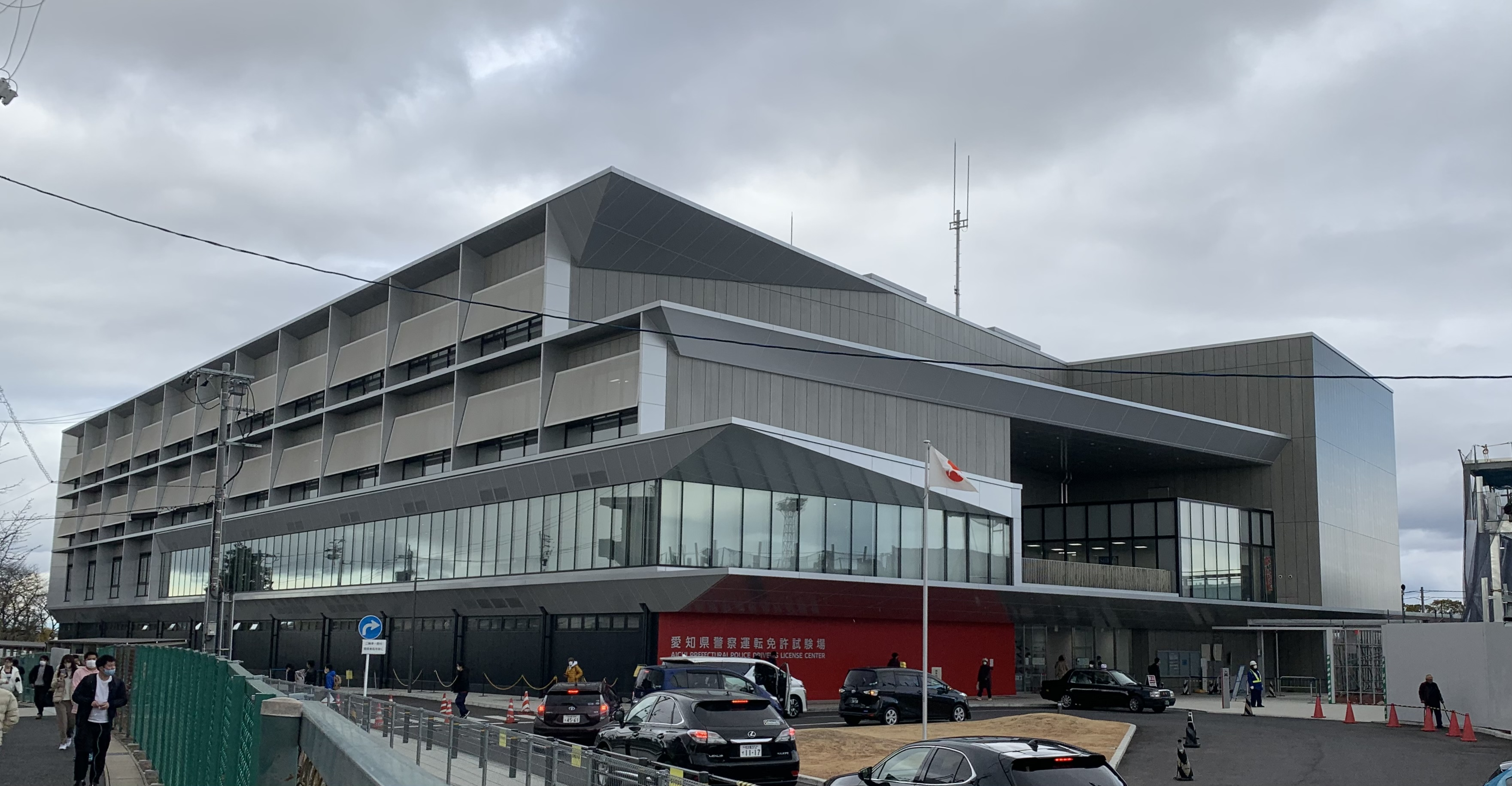
愛知県警察 運転免許試験場（2020年に供用開始された新庁舎、2020年12月）

愛知県運転免許試験場（あいちけんうんてんめんきょしけんじょう）は、愛知県名古屋市天白区平針南にある愛知県警察交通部管轄の運転免許試験場である（運転免許課もある）。所在地の地名から平針試験場（ひらばりしけんじょう）と呼ばれ、単に平針と呼ばれることもある。
愛知県の運転免許試験場のひとつ（第二試験場）はかつては名古屋市中区にあり、試験場が平針に移転後、旧用地は名古屋市交通局（地下鉄）の名城工場に転用されたが、同工場は2004年（平成16年）に閉鎖された。

## 沿革

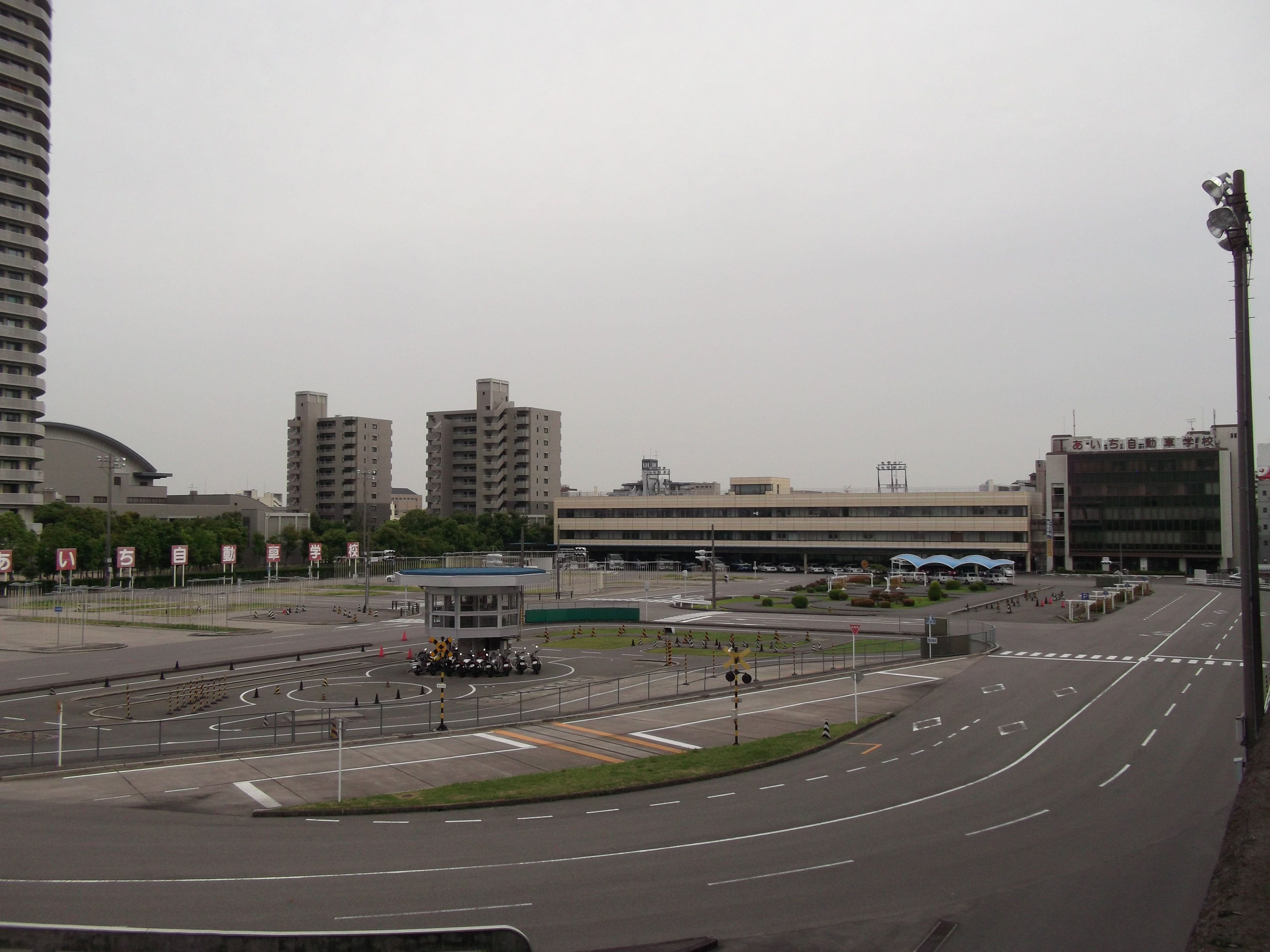
旧愛知県自動車運転免許第一試験場跡地（2013年6月）

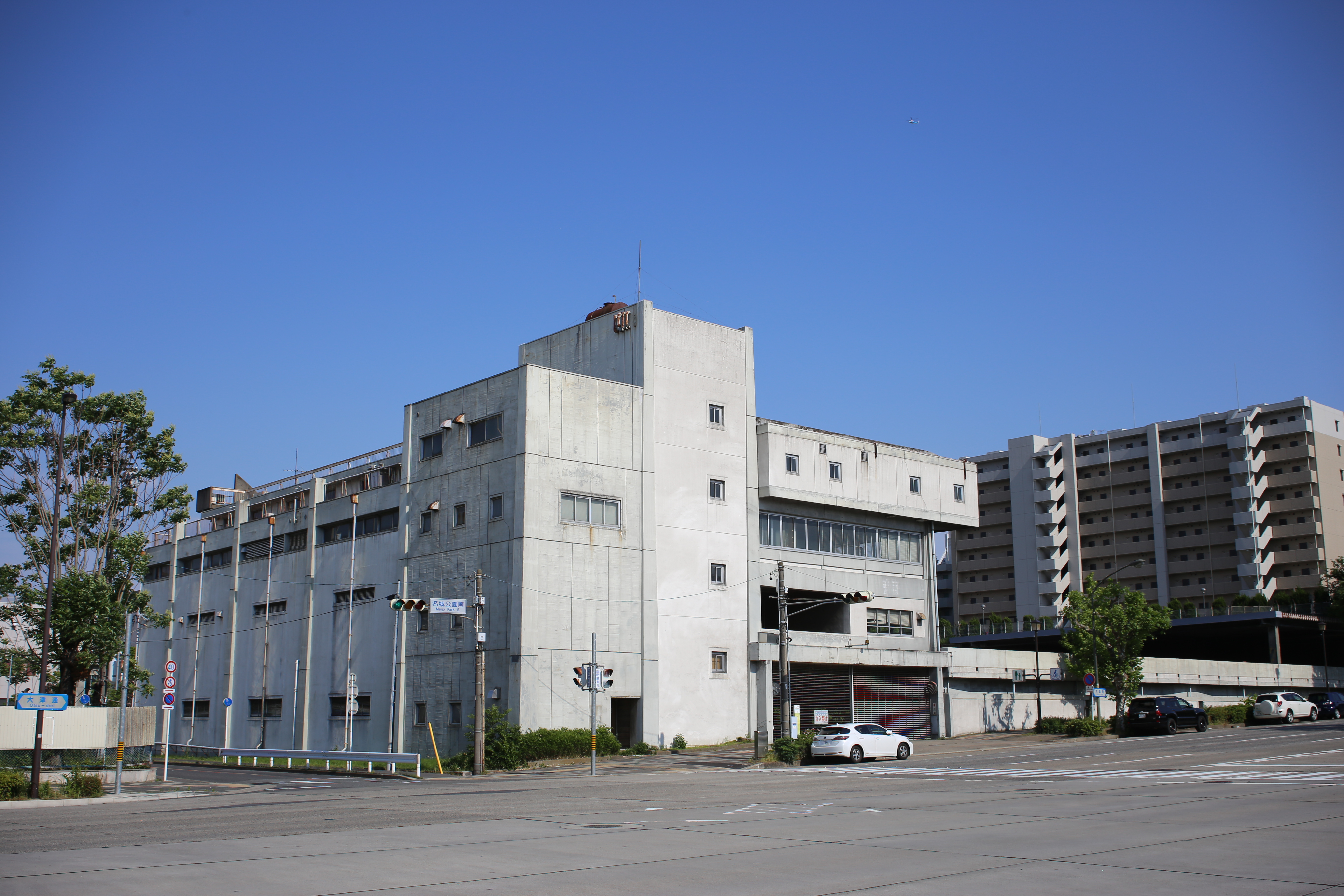
旧愛知県自動車運転免許第二試験場跡地（2015年5月）

- 1930年（昭和5年）2月 - 名古屋市東区新出来町の工兵隊作業場跡に設置[2]。この土地は1915年（大正4年）に「名古屋俘虜収容所」が設置された場所であり、1920年（大正9年）4月に閉鎖された後、陸軍病院の分院などが設置されたという[3]。また、移転後の1938年（昭和13年）に愛知一中の移転先として整備された[4]。愛知一中は第二次世界大戦後、愛知県立旭丘高等学校に改組されたが、引き続き同地に所在している[4]。
- 1937年（昭和12年）5月 - 名古屋市北区成願寺町地内に愛知県自動車運転者試験場として設置[2]。
- 1950年（昭和25年）7月26日 - 豊川市北金屋町の国鉄自動車教習所跡に愛知県自動車運転者試験場東三出張所を設置[2]。
- 1951年（昭和26年）2月12日 - 名古屋市警察により名古屋市中区南外堀町6丁目1番地に名古屋市自動車運転者試験場が設置される[2]。
- 1952年（昭和26年）10月 - 岡崎市若松町の岡崎市営球場跡に愛知県自動車運転者試験場西三出張所を設置[2]。
- 1955年（昭和30年）7月1日 - 愛知県警察・名古屋市警察の統合により、名称が以下の通りに変更になる[2]。
  - 愛知県自動車運転者試験場（北区成願寺町）→愛知県自動車運転免許第一試験場
  - 名古屋市自動車運転者試験場（中区南外堀町）→愛知県自動車運転免許第二試験場
  - 愛知県自動車運転者試験場東三出張所（豊川市北金屋町）→愛知県自動車運転免許東三試験場
  - 愛知県自動車運転者試験場西三出張所（岡崎市若松町）→愛知県自動車運転免許西三試験場
- 1959年（昭和34年）9月 - 一宮市富場町裏山に愛知県自動車運転免許一宮試験場を設置[2]。
- 1960年（昭和35年）12月 - 第一試験場隣接地に二輪・軽免許専門の愛知県自動車運転免許第三試験場を設置[2]。
- 1965年（昭和40年）4月1日 - 名古屋市昭和区天白町大字平針（当時）に新設した愛知県運転免許試験場に豊川市の試験場以外の5つの試験場が統合される[2]。
- 2018年（平成30年）1月4日 - 建て替え工事に着手。駐車場跡地に新庁舎を建設するため駐車場を閉鎖。この時点で2019年の元号変更が決まっていたが、新元号の発表前だったため「平成33年まで」と案内していた、
- 2020年（令和2年）
  - 4月 - 運転免許更新窓口・講習室・県警運転免許課を集約した4階建ての新庁舎が供用開始予定[新聞 1]。建て替えにおいてはPFIを採用し、2万平方メートルを商業施設建設を条件に民間に売却することになっている[新聞 1][新聞 2]
  - 4月19日 - 新型コロナウイルス感染症非常事態宣言の発出に伴い、当面の間免許試験場における更新業務などを休止する[新聞 3]。この措置に伴い、3ヶ月の免許有効期限延長を受け付ける[新聞 3]。
  - 5月23日 - 新庁舎が完成。5月25日より業務再開。
- 2021年（令和3年）5月 - 旧庁舎跡地の立体駐車場が供用開始[新聞 1]。

## 所在地･アクセス

### 所在地
- 愛知県名古屋市天白区平針南3丁目605番地[WEB 1]

### 交通アクセス

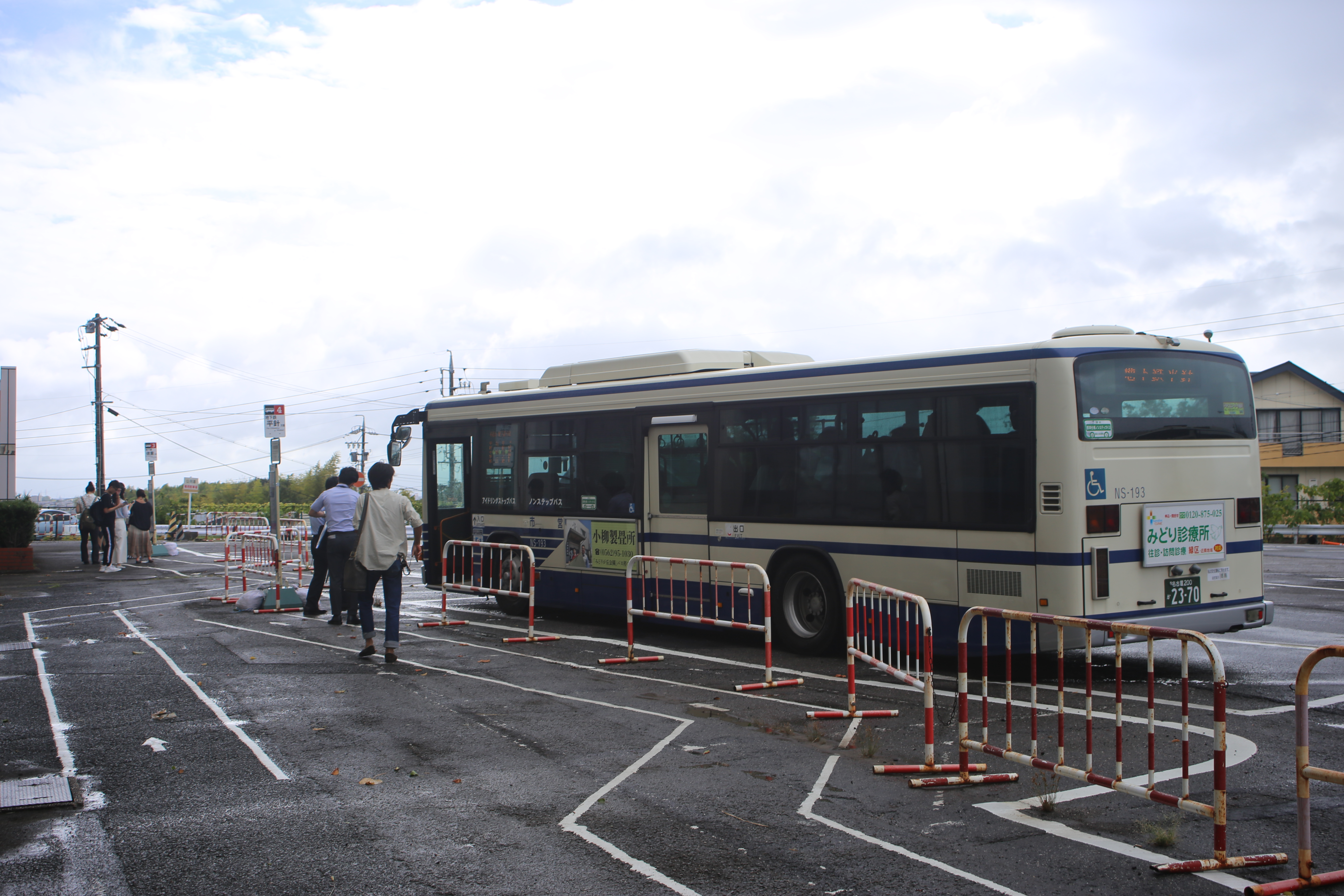
臨時停留所（2018年8月）

アクセスとしては自家用車を用いて試験場内の駐車場に駐めるか、公共交通機関を用いる方法がある。2018年（平成30年）1月から2021年（令和3年）春までの期間に限っては上記の工事に伴い、構内駐車場については車いす用駐車場および二輪車用駐車場以外はすべて閉鎖されるため、公共交通機関を利用するよう案内していた。また、名古屋市営バス（市バス）平針11系統と徳重11系統について、試験場が免許更新業務を行う日の始発から18時に限って便の増発および試験場内に新設された停留所への乗り入れが行われていた。
ただし、中日新聞の報道によれば、周辺地域においての無断駐車などに対する苦情の件数は月50件程度あるといい、県警により随時パトロールが行われている。また、周囲には民間による駐車場が新設されたり、インターネットを利用し、民家の駐車場を一時貸しするなどのサービスが行われたりしているという。
公共交通機関を用いる場合は市バス「平針運転免許試験場」停留所または「平針住宅」停留所を利用する方法がある。市バス「平針運転免許試験場」停留所は前記のとおり敷地内に所在しているが、「平針住宅」停留所については徒歩約5分の場所に所在している。2021年4月3日の改正をもって敷地内への市バスの乗り入れは終了し、臨時停留所も廃止となった。この日以降は工事前と同様のアクセスとなる。便の増発は2021年5月9日をもって終了となった。翌10日より構内駐車場の供用を再開したが、愛知県警の試験場担当者は公共交通機関でのアクセスを推進しているため無料ではなく1回500円の有料に変更されている。
市バス「平針運転免許試験場」停留所を通るバスは地下鉄鶴舞線平針駅または地下鉄桜通線徳重駅からそれぞれ運行されている。なお、2021年5月31日までは名鉄バス「平針運転免許試験場」行きが名鉄名古屋本線 鳴海駅から運行されていたが、翌6月1日に廃止された。これにより、鳴海駅からは市バス新瑞12系統で緑文化小劇場または地下鉄徳重（徳重駅）まで行き、緑文化小劇場または地下鉄徳重（徳重駅）で平針11系統、または徳重11系統に乗り換える必要がある。
また、「平針住宅」行きのバスは名古屋市営地下鉄名城線・桜通線 新瑞橋駅（幹新瑞1系統）または名古屋市営地下鉄名城線・鶴舞線 八事駅（八事11系統）からそれぞれ運行される。

## 運転免許事務
受付時間は、平日は8時45分から12時および12時45分から15時まで、日曜日は8時30分から12時および12時45分から15時までの間である。
- 当試験場では日曜日[注釈 1]にも運転免許証更新を行っている（ただし再交付・期限切れ手続きや国外免許証の手続きは行っていない）
- 土曜日[注釈 2]・祝日[注釈 3]および年末年始は行っていない。

愛知県内の25ヶ所の警察署と5ヶ所の幹部交番（高蔵寺・尾西・大府・高浜・知立）においても、平日に限って免許の更新は可能。ただし、当試験場に近い名古屋市内14ヶ所の警察署および愛知警察署、東三河運転免許センターに近い豊川警察署・新城警察署・豊橋警察署・蒲郡警察署および空港島にある中部空港警察署については免許更新業務を行っていない。
試験場の駐車場閉鎖に伴い、各警察署において手続きする更新者が増加しているという。
なお、2025年（令和7年）2月28日をもって、上記の県内25ヶ所の警察署における一般運転者・違反運転者・初回更新者に対する免許更新業務を終了する（優良運転者・高齢運転者（高齢者講習受講済み）に対する免許更新業務は、引き続き行う）。また、同年3月14日をもって、上記の幹部交番における更新を含む全ての運転免許業務を終了する。

## 愛知県内の指定自動車教習所卒業者
指定自動車教習所卒業者の場合、曜日や時間によって申請できる教習所が分かれている。そのため、いつでも受付しているわけではない。ただし、愛知県外の指定自動車教習所卒業者については、13,14番窓口にて対応するため、この限りではない。

## 直接受験
自動車用と二輪車専用の2つのコースがあり、全ての車種が受験できる。